# Tui (Brauerei)

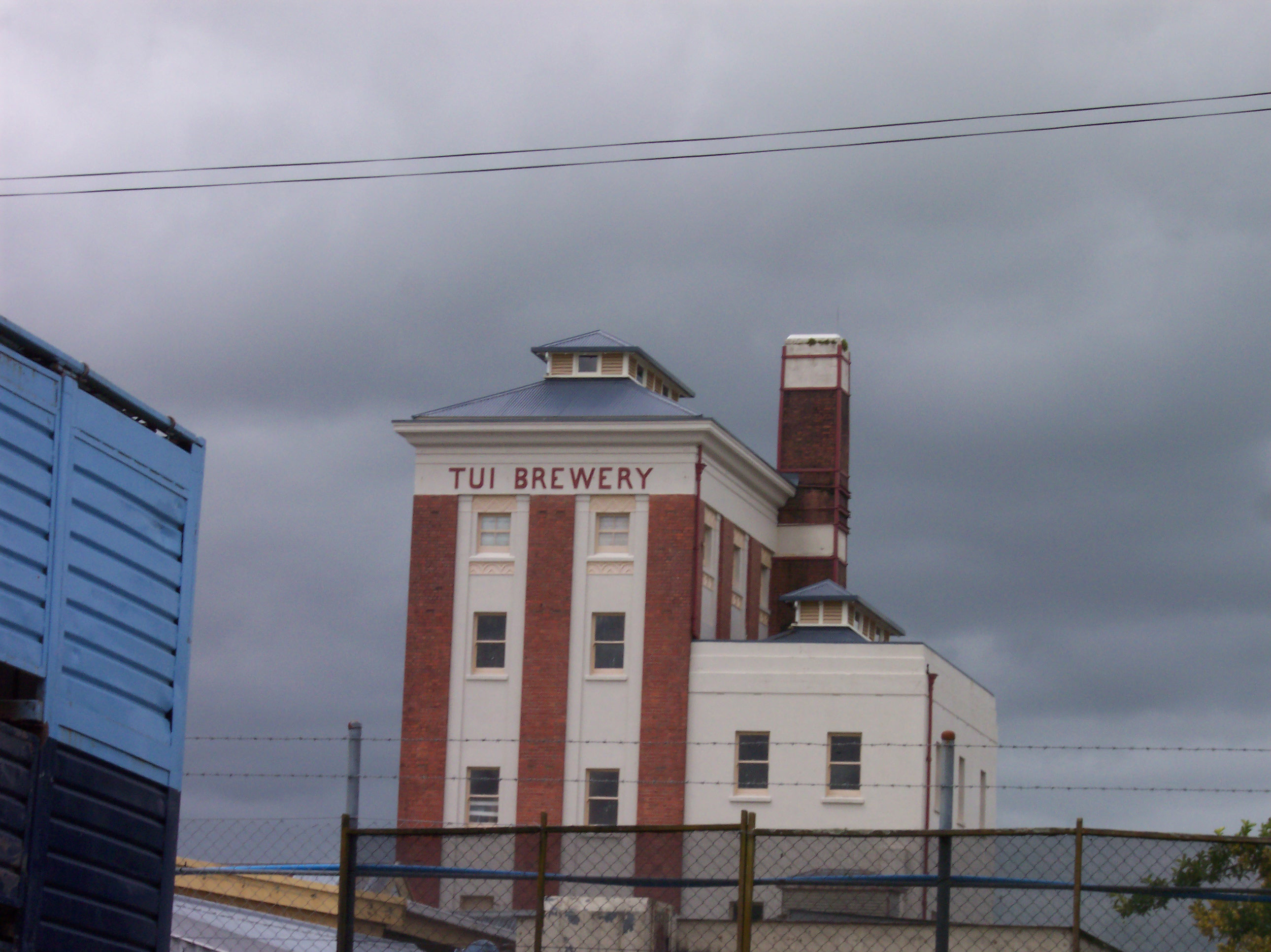
Tui Brewery

Tui ist eine neuseeländische Bierbrauerei mit Sitz in Mangatainoka bei Palmerston North. Sie wurde 1889 von Henry Wagstaff gegründet. Markenzeichen ist der in Neuseeland bekannte gleichnamige Vogel. Auf den Flaschen der Brauerei ist zu lesen, dass Henry Wagstaff im Frühling 1889 am Mangatainoka River eine Rast eingelegt und das Wasser dieses Flusses für seinen Tee benutzt habe. Von der Qualität des Wassers begeistert habe er beschlossen, an diesem Fluss eine Brauerei zu errichten, um das Wasser künftig zum Brauen zu verwenden. Dies sei die Geburtsstunde der Tui-Brauerei gewesen. Heute gehört die Brauerei zu den Dominion Breweries.